# Калдибаєв Кабдилда Момунович
Кабдилда Момунович Калдибаєв (27 липня 1940, село Ічке-Джергез, тепер Ак-Суйського району Іссик-Кульської області, Киргизстан — 2 січня 2015, місто Бішкек, Киргизстан) — киргизький радянський діяч, генеральний директор науково-виробничого об'єднання «Ала-Тоо» Киргизької РСР (Киргизстану). Член ЦК КПРС у 1990—1991 роках. Народний депутат Киргизької РСР.

## Життєпис
З 1960 по 1963 рік служив у Радянській армії.
Член КПРС з 1963 року.
У 1963—1968 роках — радіомонтажник, бригадир радіомонтажників, майстер заводу фізичних приладів міста Фрунзе Киргизької РСР.
У 1968—1970 роках — інструктор Первомайського районного комітету КП Киргизії міста Фрунзе.
У 1969 році закінчив Фрунзенський політехнічний інститут.
У 1970—1971 роках — інструктор Фрунзенського міського комітету КП Киргизії.
У 1971—1975 роках — завідувач відділу Ленінського районного комітету КП Киргизії міста Фрунзе.
У 1975—1977 роках — заступник головного інженер виробничого об'єднання «Ала-Тоо» — заступник головного інженера заводу «Сетунь» міста Фрунзе. З 1977 року — головний інженер виробничого об'єднання «Ала-Тоо» — головний інженер заводу «Сетунь» міста Фрунзе.
У 1985 році закінчив Академію народного господарства при Раді міністрів СРСР у Москві.
З 1986 року — генеральний директор науково-виробничого об'єднання «Ала-Тоо» міста Фрунзе (Бішкек) Киргизької РСР (Киргизстану).
Помер 2 січня 2015 року в місті Бішкек. Похований 3 січня 2015 року на Ала-Арчинському цвинтарі.

## Нагороди та відзнаки
- ордени
- медалі
- Державна премія Киргизької РСР у галузі науки та техніки
- Заслужений працівник електронної промисловості СРСР
- дві Почесні грамоти Президії Верховної ради Киргизької РСР